# Ulrich Jonath
Ulrich Jonath (geb.  25. Juni 1926 in Hamm; gest. 20. November 2022) war ein deutscher Leichtathletiktrainer, Dozent an der Deutschen Sporthochschule in Köln und Herausgeber und Verfasser von Fachliteratur.

## Leben
Als Leichtathlet war der Neffe von Arthur Jonath 1949 Deutscher Vizemeister mit der 4-mal-100-Meter-Staffel der Hammer SpVg. Er gehörte zu dem ersten Lehrgang in Sportstudium an der Deutschen Sporthochschule in Köln. Nach dem Sportstudium bei Carl Diem wurde er Nationaltrainer in Island, ehe er von 1954 ab die Einrichtung eines nationalen Sportinstituts in Argentinien organisierte. In der Folge war Jonath über fünfzig Mal zu Kurzeinsätzen in Südamerika im Rahmen der Entwicklungszusammenarbeit des DLV. Nach Rückkehr aus Argentinien wurde Jonath als Dozent Fachleiter für Leichtathletik an der Deutschen Sporthochschule. Jonath war zudem von 1959 bis 1980 ehrenamtlicher Bundestrainer für den 400-Meter-Hürdenlauf. In dieser Disziplin betreute er zahlreiche deutsche Sportler und führte sie unter anderem bei Olympischen Spielen zu Erfolgen:
- 1960: Helmut Janz, 49,9 s, 4. Platz
- 1964: Ferdinand Haas, Zwischenlauf
- 1968: Gerhard Hennige, 49,0 s, Silbermedaille, Rainer Schubert, 49,2 s, 7. Platz
- 1972: Rainer Schubert, 49,7 s, 5. Platz
- 1976: Harald Schmid, Zwischenlauf

Im Endlauf der Deutschen Meisterschaften 1972 erreichten die von ihm trainierten Läufer Büttner, Schubert, Ziegler und Reibert Zeiten zwischen 49,21 und 49,66 s.
Den vom Deutschen Leichtathletik-Verband 1979 verliehenen Carl-Diem-Preis gab Jonath 2001 wegen der Diem-kritischen Position des Verbands wieder an den DLV zurück.
Jonath war Herausgeber von Fachbüchern zum Thema Leichtathletik und Trainingslehre. Der WorldCat hat 106 Werke von ihm in vier Sprachen.

## Werke
- Praxis Leichtathletik. Eine Enzyklopädie. (unter Mitarbeit u. a. von Arnd Krüger). Berlin: Bartels & Wernitz 1973. ISBN 3-87039-944-9.
- Leichtathletik I. Laufen und Springen, Ulrich Jonath, Eduard Haag, Rolf Krempel; rororo Sachbuch, Rowohlt Verlag, ISBN 3-499-17008-6
- Leichtathletik II. Werfen und Mehrkampf, Ulrich Jonath, Eduard Haag, Rolf Krempel; rororo Sachbuch, Rowohlt Verlag, ISBN 3-499-17009-4
- Leichtathletik. Trainings- und Bewegungswissenschaft – Theorie und Praxis aller Disziplinen, Heiko K. Strüder, Ulrich Jonath, Kai Scholz; 2013; Sportverlag Strauß, ISBN 978-3-86884-000-1